# Detarium senegalense
Detarium senegalense är en ärtväxtart som beskrevs av Johann Friedrich Gmelin. Detarium senegalense ingår i släktet Detarium och familjen ärtväxter. Inga underarter finns listade i Catalogue of Life.